# Halowe Mistrzostwa Polski Seniorów w Lekkoatletyce 1998
39. Halowe Mistrzostwa Polski Seniorów w Lekkoatletyce – zawody sportowe, które rozegrano 14 i 15 lutego 1998 w Spale, w hali Ośrodka Przygotowań Olimpijskich.
Po raz pierwszy mistrzostwa objęły skok o tyczce kobiet. Monika Pyrek ustanowiła w tej konkurencji halowy rekord Polski wynikiem 3,91 m. Po trzyletniej przerwie rozegrano mistrzostwa w chodzie sportowym.
Mistrzostwa w wielobojach zostały rozegrane w tym samym miejscu, lecz o tydzień wcześniej (7 i 8 lutego 1998). Wyniki w tych konkurencjach podane są łącznie z innymi w tabeli poniżej.

## Rezultaty

### Mężczyźni
| Konkurencja:              | 1. miejsce                                 | Rezultat | 2. miejsce                                 | Rezultat | 3. miejsce                          | Rezultat |
| Bieg na 60 m              | Marcin Krzywański Browar Schöller Namysłów | 6,54     | Ryszard Pilarczyk Olimpia Poznań           | 6,62     | Piotr Balcerzak Skra Warszawa       | 6,72     |
| Bieg na 200 m             | Marcin Urbaś AZS AWF Kraków                | 21,49    | Tomasz Pokora AZS AWF Wrocław              | 21,85    | Piotr Długosielski AZS AWF Warszawa | 22,12    |
| Bieg na 400 m             | Tomasz Czubak Browar Schöller Namysłów     | 47,60    | Piotr Haczek MKS Żywiec                    | 47,91    | Jacek Bocian Śląsk Wrocław          | 48,17    |
| Bieg na 800 m             | Sebastian Miller AZS AWF Wrocław           | 1:51,91  | Andrzej Zahorski AZS AWF Wrocław           | 1:52,17  | Mariusz Walczak Gryf Wejherowo      | 1:52,31  |
| Bieg na 1500 m            | Leszek Zblewski Warszawianka               | 3:51,59  | Radosław Świć AZS AWF Pol-Kres B. Podl.    | 3:52,79  | Artur Błasiński RTL Dami-ZTE Radom  | 3:53,14  |
| Bieg na 3000 m            | Marek Drzała Śląsk Wrocław                 | 8:11,72  | Radosław Świć AZS AWF Pol-Kres B. Podl.    | 8:14,81  | Artur Błasiński RTL Dami-ZTE Radom  | 8:15,37  |
| Bieg na 60 m przez płotki | Ronald Mehlich AZS AWF Katowice            | 7,69     | Krzysztof Mehlich AZS AWF Katowice         | 7,70     | Marcin Kuszewski AZS AWF Wrocław    | 7,93     |
| Chód na 5000 m            | Robert Korzeniowski Wawel Kraków           | 18:58,66 | Grzegorz Sudoł Stal Nowa Dęba              | 19:40,31 | Roman Magdziarczyk AZS AWF Gdańsk   | 19:47,56 |
| Skok wzwyż                | Jarosław Kotewicz SR Ziemi Iławskiej       | 2,18     | Marcin Kaczocha AZS AWF Gdańsk             | 2,14     | Robert Kołodziejczyk Skra Warszawa  | 2,14     |
| Skok o tyczce             | Przemysław Gurin AZS AWF Gdańsk            | 5,50     | Krzysztof Kusiak Lechia Gdańsk             | 5,40     | Sebastian Chmara Zawisza Bydgoszcz  | 5,20     |
| Skok w dal                | Krzysztof Łuczak AZS AWF Pol-Kres B. Podl. | 7,69     | Tomasz Linka Błękitni Osowa Sień           | 7,68     | Rafał Wyrzykowski Vectra Włocławek  | 7,62     |
| Trójskok                  | Krystian Ciemała AZS AWF Pol-Kres B. Podl. | 16,47    | Paweł Zdrajkowski Browar Schöller Namysłów | 16,33    | Jacek Kazimierowski MKLA Łęczyca    | 16,15    |
| Pchnięcie kulą            | Przemysław Zabawski Podlasie Białystok     | 18,23    | Mirosław Dec AZS AWF Katowice              | 17,65    | Sebastian Wenta Lechia Gdańsk       | 17,29    |
| Siedmiobój                | Krzysztof Andrzejak Zawisza Bydgoszcz      | 5361     | Ireneusz Żurawicz AZS AWF Gorzów           | 5320     | Michał Nadolski AZS AWF Wrocław     | 5047     |

### Kobiety
| Konkurencja:              | 1. miejsce                               | Rezultat | 2. miejsce                                 | Rezultat | 3. miejsce                             | Rezultat |
| Bieg na 60 m              | Marzena Pawlak Olimpia Poznań            | 7,40     | Kinga Leszczyńska Warszawianka             | 7,49     | Agnieszka Rysiukiewicz AZS AWF Wrocław | 7,53     |
| Bieg na 200 m             | Kinga Leszczyńska Warszawianka           | 23,87    | Marzena Pawlak Olimpia Poznań              | 24,54    | Anna Leszczyńska Warszawianka          | 24,82    |
| Bieg na 400 m             | Monika Warnicka AZS AWF Wrocław          | 54,23    | Małgorzata Pskit Start Łódź                | 55,16    | Inga Tarnawska AZS AWF Wrocław         | 55,54    |
| Bieg na 800 m             | Aleksandra Dereń WLKS Siedlce            | 2:03,87  | Dorota Fiut Zawisza Bydgoszcz              | 2:05,74  | Małgorzata Jamróz Eris Piaseczno       | 2:10,97  |
| Bieg na 1500 m            | Lidia Chojecka WLKS Siedlce              | 4:25,01  | Małgorzata Jamróz Eris Piaseczno           | 4:27,98  | Katarzyna Bronikowska Vectra Włocławek | 4:31,53  |
| Bieg na 60 m przez płotki | Anna Leszczyńska Warszawianka            | 8,23     | Urszula Włodarczyk AZS AWF Wrocław         | 8,27     | Aneta Sosnowska Skra Warszawa          | 8,49     |
| Chód na 3000 m            | Beata Ornoch Flota Gdynia                | 13:34,53 | Agnieszka Anduła AZS AWF Pol-Kres B. Podl. | 13:41,14 | Bożena Górecka AZS AWF Katowice        | 13:47,44 |
| Skok wzwyż                | Agnieszka Giedrojć-Juraha AZS AWF Gdańsk | 1,85     | Lucyna Nowak Olimpia Grudziądz             | 1,82     | Urszula Włodarczyk AZS AWF Wrocław     | 1,82     |
| Skok o tyczce             | Monika Pyrek KL Gdynia                   | 3,91 NR  | Aleksandra Granda Jantar Ustka             | 3,65     | Maja Bukowska AZS AWF Wrocław          | 3,05     |
| Skok w dal                | Urszula Włodarczyk AZS AWF Wrocław       | 6,38     | Liliana Zagacka Krokus Leszno              | 6,11     | Jolanta Skrzyszowska AZS AWF Warszawa  | 6,08     |
| Trójskok                  | Liliana Zagacka Krokus Leszno            | 13,28    | Aneta Sadach Start Łódź                    | 13,19    | Ilona Pazoła Krokus Leszno             | 13,17    |
| Pchnięcie kulą            | Krystyna Zabawska Podlasie Białystok     | 19,04    | Katarzyna Żakowicz AZS AWF Wrocław         | 17,05    | Wioletta Potępa WMKS Płońsk            | 15,39    |
| Pięciobój                 | Elżbieta Rączka UNTS Warszawa            | 4183     | Monika Wołowiec AZS AWF Wrocław            | 4078     | Izabela Wójtowicz AZS AWF Wrocław      | 3974     |